# Балабановы
Балабановы (Болобановы) — старинный русский дворянский род.
Дворянский род Балабановых, восходящий к середине XVI века, ведёт своё происхождение от Лаврентия Ивановича Балабанова, который упоминается в колыванском походе 1540 года.
В 1606 году Василий Осипович Кувшинов своему «брату» (речь идёт о двоюродных братьях) Постнику Ивану Кувшинову по закладной кабале даёт в долг 150 рублей и в заклад берёт вотчины «брата» Дмитрия Ивановича Болобанова в Кашинском уезде: треть села Ухова (Меньшая слобода в Задубровской), треть деревень Сыропятово и Гущино со всеми угодьями, пашнями, покосами, лесами.
Григорий Никитич московский дворянин в 1658 г., а Алексей Кузьмин стряпчий в 1692 г. Другой представитель рода — Савелий Кузьмич Балабанов стряпчий в 1692 г., стольник российского императора Петра Великого в 1693 г.
Род Балабановых был записан в VI часть дворянской родословной книги Нижегородской губернии Российской империи, по владению в Арзамасском уезде «новичным окладом» Ульяна Посноковича Балабанова (1628). Однако, Герольдией Правительствующего Сената Балабановы не были утверждены в древнем дворянстве.